# Mamaj

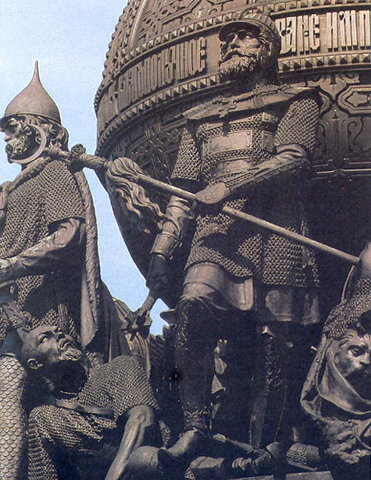
Mamaj u stóp Dymitra Dońskiego, Pomnik Tysiąclecia Rosji w Nowogrodzie

Mamaj (ur. 1335?  – zm. 1380, Kaffa) – wódz tatarski, formalnie dowódca tümenu, a faktycznie przywódca zachodniej części Złotej Ordy, nazywanej za jego rządów Ordą Mamaja. Panował w latach 1361–1380. Dowódca wojsk tatarskich podczas bitwy na Kulikowym Polu. Po poniesionej w niej klęsce zabity przez stronników chana Tochtamysza.